# Тома I Комнин Дука
Тома I Комнин Дука (рођен око 1285. - умро 1318.) (грчки: Θωμάς Α΄ Κομνηνός Δούκας) је био епирски деспот од 1297. до 1318. године. 

## Биографија
Тома је био син деспота Нићифора I Комнина Дуке и деспине Ане Палеологине Кантакузине, сестричине византијског цара Михаила VIII Палеолога. Рођен је око 1285. године. Године 1290. цар Андроник II Палеолог, Анин рођак, доделио му је титулу деспота. У преговорима са напуљском династијом Анжујаца, Деспот Нићифор I је удао своју ћерку Тамару Анђелину Комнину за кнеза Филипа I Тарентског, сина краља Карла II Напуљског и краљице Марије Угарске. Обећао је да ће Тамара наследити права на епирску круну (1294. године). Деспот Нићифор I умире између септембра 1296. и јула 1298. године, а деспина Ана се успела изборити за наследна права свога сина. Преузела је намесништво. 
Епир се нашао на удару претензија анжујске династије. Круну је потраживао краљ Карло II за свога сина кнеза Филипа I и његову супругу кнегињу Тамару. Деспина Ана је одбила под изговором да је кнегиња Тамара присиљена да пређе у римокатоличанство. И заиста, споразум из 1294. године, предвиђао је да кнегиња Тамара задржи православну веру. Деспина Ана је истовремено обезбедила савез са Византијом династичким браком између деспота Томе  и Ане Палеологине, ћерке цара - савладара Михаила IX и унуке владајућег цара Андроника II. Брак је закључен између 1307. и 1313. године. У међувремену, краљ Карло II је послао своје трупе на Епир, али је његова војска одбијена. Епирци заузимају анжујске територије на Балкану. Нова инвазија (1307. године), завршена је примирјем. Између Епира и Византије избија рат 1315. године. Византинци нападају Арту, а деспот Тома I је утамничио своју супругу и ушао у савез са кнезом Филипом I Тарентским. Пре стварања савеза деспота Томе I и Анжујаца, деспот Тома I је убијен од стране свог сестрића, грофа Кефалоније Николе Орсинија. 